# Zomicarpeae
Zomicarpeae es una tribu de plantas con flores perteneciente a la familia Araceae. Tiene los siguientes géneros:

## Géneros
- Filarum Nicolson
- Ulearum Engl.
- Zomicarpa Schott
- Zomicarpella N. E. Br.